# 佐土原香織
佐土原香織（日语：佐土原 かおり，1988年1月18日—）日本女配音演員，歌手。於日本富山縣魚津市出生，血型A型。

## 經歷、人物
聲優團體「sweet ARMS」與「TWO-FORMULA」的成員之一。
初次常駐作品《槍械少女！！》角色歌曲的歌唱方式是用約德爾唱法。
喜歡的音樂組合是TWO-MIX。而聲優團體TWO-FORMULA其名稱是從TWO-MIX成員永野椎菜得到了許可。有樂隊經驗，可以演奏鼓。
興趣是聽豎琴彈奏，喜歡的豎琴家是安樂真理子與竹松舞。
2015年4月，因聲帶疲勞而需要暫停聲優工作，而預定於7月推出的動畫《空戰魔導士培訓生的教官》的「蔻伊·瑟凡尼」一角，則交由山田悠希聲演，同年6月痊癒而返回聲優的工作崗位。
2015年8月從Production Ace離所，同年10月加入object事務所。2020年3月31日離開object，現在是自由身。
2017年12月，與在動畫《日常》中有共同出演的川原慶久結婚。2018年4月28日在網誌宣布生下女兒。

## 出演作品

### 電視動畫
2007年
- Fight Tension☆Depart（吉備原イセリ）

2011年
- R-15（木谷星）
- 日常（安中榛名）
- 結界女王（三年生B）
- 魔劍姬！（客）

2012年
- 槍械少女！！（希格〈SG550〉[17]）
- 元氣少女緣結神（飛田惠、女学生們、女子（2）、女學生（2）、海牛（2）、女學生A、主婦B）
- 女神異聞錄4
- 直笛與背包（3年生、電視旁白、保護者、小学生2、男子B、女學生A）

2013年
- 問題兒童都來自異世界？（珊多拉·特爾多雷克）
- 約會大作戰（岡峰珠惠[18]）
- Fate/kaleid liner 魔法少女☆伊莉雅（伊織）
- 我的腦內戀礙選項（裘可拉）

2014年
- 櫻Trick（持田由香子、女學生、楓的妹妹）
- 狐仙的戀愛入門（丸太町知佳）
- 魔劍姬！通（佐久乃花）
- 棺姬嘉依卡（由莉亞）
- 約會大作戰II（岡峰珠惠）
- 甘城輝煌樂園救世主（小孩）

2015年
- ISUCA依絲卡（玉子）

2018年
- 卡利古拉（愛麗絲）

2019年
- 約會大作戰III（岡峰珠惠）

### OVA
2013年
- 學生會的一存 Lv.2（女學生）

2014年
- 我的腦內戀礙選項（裘可拉）
- 狐仙的戀愛入門（丸太町知佳）

2015年
- ISUCA依絲卡（玉子）

### 劇場版動畫
2015年
- 約會大作戰劇場版 萬由里審判（岡峰珠惠）

### 游戏
2011年
- 凉宫春日的追忆
- 日常（宇宙人）（安中榛名）

2012年
- 愛夏的鍊金工房～黃昏大地之鍊金術士～（奧迪莉雅[19]）

2013年
- 約會大作戰 烏托邦凜彌（岡峰珠惠[20]）

2014年
- （裘可拉）
- 約會大作戰 或守植入（岡峰珠惠[21]）
- 夏莉的鍊金工房～黃昏海洋之鍊金術士～（奧迪莉雅）

2015年
- 約會大作戰 Twin Edition 凜緒輪迴（岡峰珠惠[22]）

2016年
- 偶像事變（雪之下椿）

2017年
- 為了誰的鍊金術師（克莉瑪）

2020年
- 約會大作戰 反烏托邦蓮（岡峰珠惠[23]）

### 廣播劇CD
- 空戰魔導士培訓生的教官（2014年，蔻伊·瑟凡尼[24]）
- （2018年、史特拉莉亞[25]）

### 數位漫畫
- 15歲，今天開始同居。（真木日和[26]）

### 廣播節目
- （Lantis Web Radio：2010年）來賓
- （大阪電台：2011年8月5日－2012年1月27日）
- （文化放送）
- 槍械少女！！廣播 〜突擊!!sweet ARMS〜（HiBiKi Radio Station：2012年3月23日－ 9月28日）
- 約會大作戰廣播（HiBiKi Radio Station：2013年4月4日－2014年6月26日）[27]
- Fate/kaleid liner 伊莉雅與凜的三稜鏡之夜！（音泉：2013年6月26日－2014年2月5日）
- sweet ARMS放送局 〜RADIO THE TRIGGER〜（HiBiKi Radio Station：2014年7月1日－9月23日）[28]
- A&G ARTIST ZONE 佐土原香織的2h（文化放送、超!A&G+：2015年1月7日－4月1日）

## 音樂作品

### 單曲
| 枚  | 發售日        | 標題              | 規格編號    | 規格編號   | 最高位 |
| 枚  | 發售日        | 標題              | 初回限定盤  | 通常盤     | 最高位 |
| --- | ------------- | ----------------- | ----------- | ---------- | ------ |
| 1st | 2012年7月4日  |                   | COZC-693/4  | COCC-16614 | 99位   |
| 2nd | 2013年1月30日 | To Be Continued？ | COZC-749/50 | COCC-16680 | 55位   |
| 3rd | 2014年5月6日  | Day to Story      | COZC-913/4  | COCC-16857 | 26位   |
| 4th | 2015年2月4日  | Still Sis         | COZC-1011/2 | COCC-16970 | 50位   |

### 音樂合作
| 樂曲                | 音樂合作一覽                             | 時期   |
| ------------------- | ---------------------------------------- | ------ |
|                     | 電視動畫《槍械少女》片尾曲               | 2012年 |
|                     | OAD《槍械少女》插曲                      | 2012年 |
| To Be Continued？   | 電視動畫《問題兒童都來自異世界？》片尾曲 | 2013年 |
| Beauty as the Beast | 電視動畫《問題兒童都來自異世界？》插曲   | 2013年 |
|                     | 電視動畫《問題兒童都來自異世界？》片尾曲 | 2013年 |
| Day to Story        | 電視動畫《約會大作戰II》片尾曲           | 2014年 |
| Still Sis           | 電視動畫《新妹魔王的契約者》片尾曲       | 2015年 |

## 外部連結
- （日語）所属事務所的公式介紹
- （日語）佐土原かおりの生存確認。（页面存档备份，存于） - （本人博客）
- （日語）佐土原かおりの生存確認。 - （舊博客）
- 佐土原香織的X（前Twitter）